# Rimon-et-Savel
Rimon-et-Savel est une commune française située dans le département de la Drôme, en région Auvergne-Rhône-Alpes.

## Géographie

### Localisation
Rimon-et-Savel est située à 21 km à l'est de Saillans (ancien chef-lieu du canton).

### Relief et géologie
- Savel est un hameau perché[1].
- Gorges de l'Escharis[1].
- Col de la Grave[1].

### Hydrographie
La commune est arrosée par la Roanne.

### Climat
Pour des articles plus généraux, voir Climat d'Auvergne-Rhône-Alpes et Climat de la Drôme.
En 2010, le climat de la commune est de type climat des marges montargnardes, selon une étude du Centre national de la recherche scientifique s'appuyant sur une série de données couvrant la période 1971-2000. En 2020, Météo-France publie une typologie des climats de la France métropolitaine dans laquelle la commune est exposée à un climat de montagne ou de marges de montagne et est dans la région climatique  Alpes du sud, caractérisée par une pluviométrie annuelle de 850 à 1 000 mm, minimale en été. 
Pour la période 1971-2000, la température annuelle moyenne est de 10 °C, avec une amplitude thermique annuelle de 16,7 °C. Le cumul annuel moyen de précipitations est de 1 068 mm, avec 9,1 jours de précipitations en janvier et 5,5 jours en juillet. Pour la période 1991-2020, la température moyenne annuelle observée sur la station météorologique de Météo-France la plus proche, « St Roman-Diois », sur la commune de Saint-Roman à 10 km à vol d'oiseau, est de 12,5 °C et le cumul annuel moyen de précipitations est de 800,3 mm,. Pour l'avenir, les paramètres climatiques de la commune estimés pour 2050 selon différents scénarios d'émission de gaz à effet de serre sont consultables sur un site dédié publié par Météo-France en novembre 2022.

### Voies de communication et transports
Le territoire de la commune est traversé par la RD581 qui relie le bourg à route départementale 135, laquelle relie son territoire à la ville de Die.

## Urbanisme

### Typologie
Au 1er janvier 2024, Rimon-et-Savel est catégorisée commune rurale à habitat très dispersé, selon la nouvelle grille communale de densité à 7 niveaux définie par l'Insee en 2022.
Elle est située hors unité urbaine. Par ailleurs la commune fait partie de l'aire d'attraction de Die, dont elle est une commune de la couronne,. Cette aire, qui regroupe 27 communes, est catégorisée dans les aires de moins de 50 000 habitants,.

### Occupation des sols
L'occupation des sols de la commune, telle qu'elle ressort de la base de données européenne d’occupation biophysique des sols Corine Land Cover (CLC), est marquée par l'importance des forêts et milieux semi-naturels (85,1 % en 2018), une proportion identique à celle de 1990 (85,1 %). La répartition détaillée en 2018 est la suivante : 
forêts (45,8 %), milieux à végétation arbustive et/ou herbacée (31,7 %), prairies (7,9 %), espaces ouverts, sans ou avec peu de végétation (7,6 %), zones agricoles hétérogènes (7 %). L'évolution de l’occupation des sols de la commune et de ses infrastructures peut être observée sur les différentes représentations cartographiques du territoire : la carte de Cassini (XVIIIe siècle), la carte d'état-major (1820-1866) et les cartes ou photos aériennes de l'IGN pour la période actuelle (1950 à aujourd'hui).

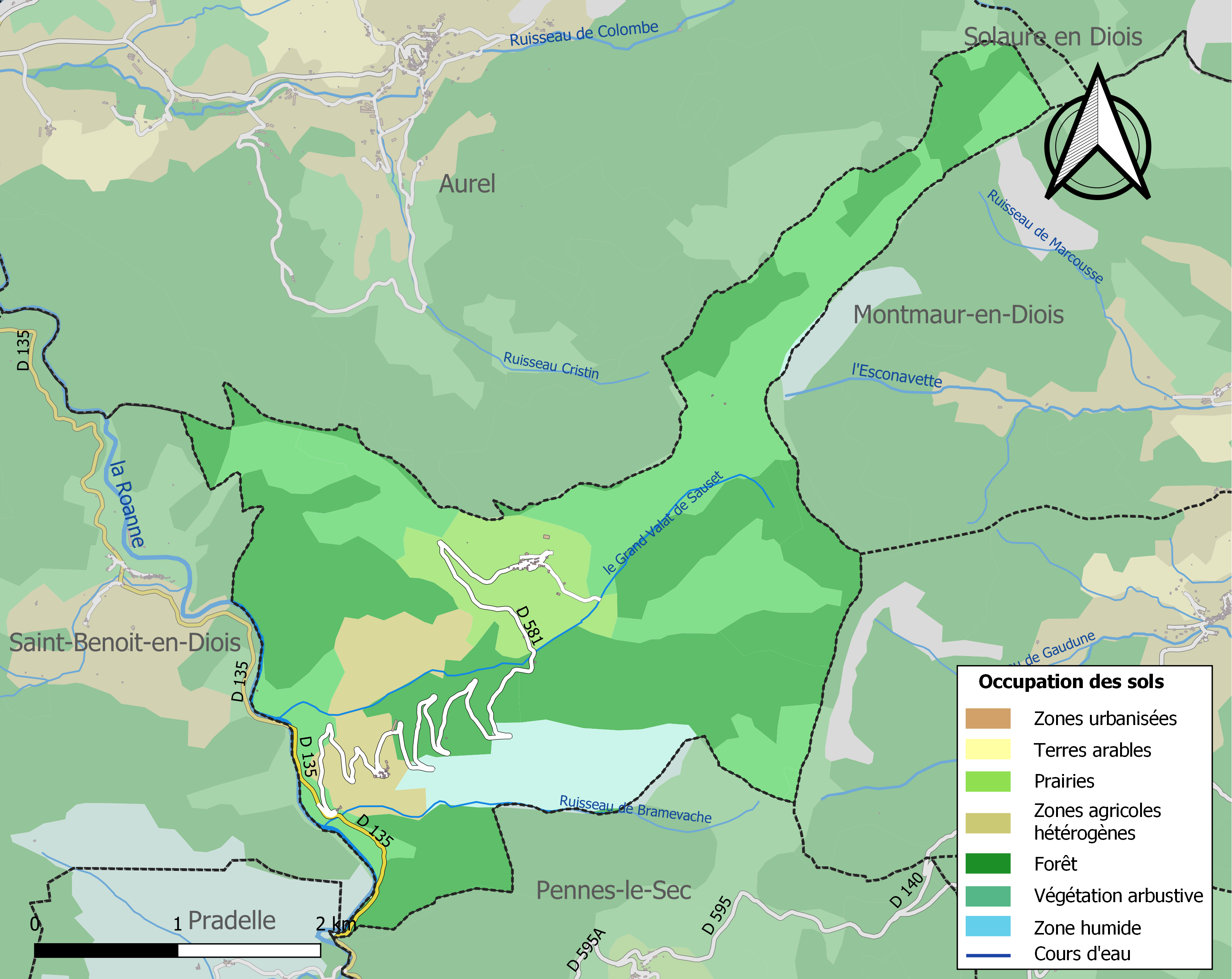
Carte des infrastructures et de l'occupation des sols de la commune en 2018 (CLC).

## Toponymie

### Attestations

#### Rimon
Dictionnaire topographique du département de la Drôme :
- 1231 : Castrum quod Rimont nuncupatur (Gall. christ., XVI, 206) ;
- 1450 : mention de la paroisse : Cura de Ricomonte (Rev. de l'évêché de Die) ;
- 1529 : Rymont (archives hosp. de Crest) ;
- 1644 : Rimond (visites épiscopales) ;
- XVIIIe siècle : Ricmont (censier de l'évêché de Die) ;
- 1771 : Savel et Rimond (visites épiscopales) ;
- 1798 : Savel et Rimont (état du clergé) ;
- 1891 : Rimon, village, chef-lieu de la commune de Rimon-et-Savel ;
- 1891 : Rimon-et-Savel, commune du canton de Saillans.

#### Savel
Dictionnaire topographique du département de la Drôme :
- 1449 : mention du prieuré : Prioratus de Savello (pouillé hist.) ;
- 1509 : mention de l'église Saint-Clément : Ecclesia Sancti clementis de Savello (visites épiscopales) ;
- 1533 : Saveau (archives de la Drôme, E 2230) ;
- 1891 : Savel, hameau de la commune de Rimon-et-Savel.

### Étymologie

#### Rimon
Le toponyme Rimon dériverait d'un nom de personne germanique : Rigmund[réf. nécessaire].

#### Savel
Le toponyme Davel dérive de l'occitan savèl, variante de sable, et désigne un terrain sablonneux,.

## Histoire

### Du Moyen Âge à la Révolution
La seigneurie :
- Au point de vue féodal, la terre est un fief des comtes de Diois[1].
- La terre, dite de Savel-et-Rimon, devient un fief de l'évêque de Die et un arrière-fief des dauphins. Elle fait partie de la terre de Saint-Benoît, de laquelle elle ne sera jamais séparée (voir Saint-Benoît)[13]. Savel faisait partie de la terre de Rimon[14].

Avant 1790, la commune de Rimon-et-Savel formait, sous le nom de Savel, une communauté de l'élection de Montélimar et de la subdélégation et sénéchaussée de Crest, et deux paroisses du diocèse de Die: Rimon et Savel.

La paroisse de Rimon en particulier qui, distincte de celle de Savel au XVe siècle, lui fut ensuite unie, avait son église dédiée à saint Marcel. Le prieur de Savel était collateur et décimateur.

### De la Révolution à nos jours
En 1790, cette commune est comprise dans le canton de Pontaix. La réorganisation de l'an VIII (1799-1800) la fait entrer dans celui de Saillans.

## Politique et administration

### Liste des maires
| Période                                  | Période                         | Identité       | Étiquette | Qualité              |
| ---------------------------------------- | ------------------------------- | -------------- | --------- | -------------------- |
| Les données manquantes sont à compléter. |                                 |                |           |                      |
| avant 1995                               | 2014                            | Roger Baudouin | DVD       |                      |
| 2014                                     | En cours (au 1er novembre 2014) | Marcel Bonnard | SE        | Agriculteur retraité |

## Population et société

### Démographie
L'évolution du nombre d'habitants est connue à travers les recensements de la population effectués dans la commune depuis 1793. Pour les communes de moins de 10 000 habitants, une enquête de recensement portant sur toute la population est réalisée tous les cinq ans, les populations de référence des années intermédiaires étant quant à elles estimées par interpolation ou extrapolation. Pour la commune, le premier recensement exhaustif entrant dans le cadre du nouveau dispositif a été réalisé en 2005.

En 2022, la commune comptait 22 habitants, en évolution de −21,43 % par rapport à 2016 (Drôme : +2,64 %, France hors Mayotte : +2,11 %).
| 1793 | 1800 | 1806 | 1821 | 1831 | 1836 | 1841 | 1846 | 1851 |
| ---- | ---- | ---- | ---- | ---- | ---- | ---- | ---- | ---- |
| 218  | 169  | 170  | 212  | 233  | 227  | 231  | 235  | 239  |

| 1856 | 1861 | 1866 | 1872 | 1876 | 1881 | 1886 | 1891 | 1896 |
| ---- | ---- | ---- | ---- | ---- | ---- | ---- | ---- | ---- |
| 235  | 244  | 228  | 214  | 206  | 200  | 169  | 149  | 149  |

| 1901 | 1906 | 1911 | 1921 | 1926 | 1931 | 1936 | 1946 | 1954 |
| ---- | ---- | ---- | ---- | ---- | ---- | ---- | ---- | ---- |
| 133  | 112  | 84   | 67   | 56   | 45   | 50   | 43   | 43   |

| 1962 | 1968 | 1975 | 1982 | 1990 | 1999 | 2005 | 2006 | 2010 |
| ---- | ---- | ---- | ---- | ---- | ---- | ---- | ---- | ---- |
| 31   | 32   | 32   | 26   | 26   | 29   | 28   | 28   | 32   |

| 2015 | 2020 | 2022 | - | - | - | - | - | - |
| ---- | ---- | ---- | - | - | - | - | - | - |
| 29   | 23   | 22   | - | - | - | - | - | - |

### Enseignement
La commune relève de l'académie de Grenoble.

### Manifestations culturelles et festivités
- Fête de la lavande[1].

### Sports
- Équitation[1].

### Médias
Le territoire de la commune se situe dans l'aire de diffusion de plusieurs médias :
- Presse écrite
  - Le Crestois, hebdomadaire de la vallée de la Drôme.
  - Le Dauphiné libéré, quotidien régional qui consacre, chaque jour, y compris le dimanche, dans son édition de « Valence-Drôme » un ou plusieurs articles à l'actualité du canton et de la commune, ainsi que des informations sur les éventuelles manifestations locales, les travaux routiers, et autres événements divers à caractère local.
  - L'Agriculture Drômoise, journal d'informations agricoles et rurales, couvre l'ensemble du département de la Drôme.
  - Drôme Hebdo (ancien Peuple Libre), hebdomadaire chrétien d'informations.
- Presse audio-visuelle
  - Radio Saint Ferréol est une radio locale émise depuis Crest.
  - Ici Drôme Ardèche est une radio publique diffusée sur son territoire.

### Cultes
L'église paroissiale et la communauté catholique de la commune relèvent de la Paroisse Sainte Famille du Crestois dont la maison paroissiale est située à Crest. Cette paroisse est rattachée au diocèse de Valence.

## Économie
En 1992 : pâturages (ovins), apiculture (miel), lavande.

## Culture locale et patrimoine

### Lieux et monuments
- Rimon : tour, vestige du castrum médiéval de Rimon, au sommet du rocher dominant le hameau[réf. nécessaire].
- Rimon : église Saint-Marcel de Rimon[1].
- Savel : ancienne église Saint-Clément de Savel et chapelle au cimetière[1].

### Patrimoine culturel
- Pistes pastorales[1].

### Héraldique, logotype et devise
|  | Rimon-et-Savel possède des armoiries dont l'origine et le blasonnement exact ne sont pas disponibles. |